# Водосбор железистый
Водосбо́р желе́зистый (лат. Aquilégia glandulósa) — многолетнее растение, вид рода Водосбор (Aquilegia) семейства Лютиковые (Ranunculaceae).

## Экология и распространение
Водосбор железистый распространён в южной части Западной и Восточной Сибири, в Казахстане, на северо-западе Монголии. Описан с Алтая.
Произрастает на горных лугах, также на скалах, по берегам горных ручьёв, в горных лесах.

## Ботаническое описание

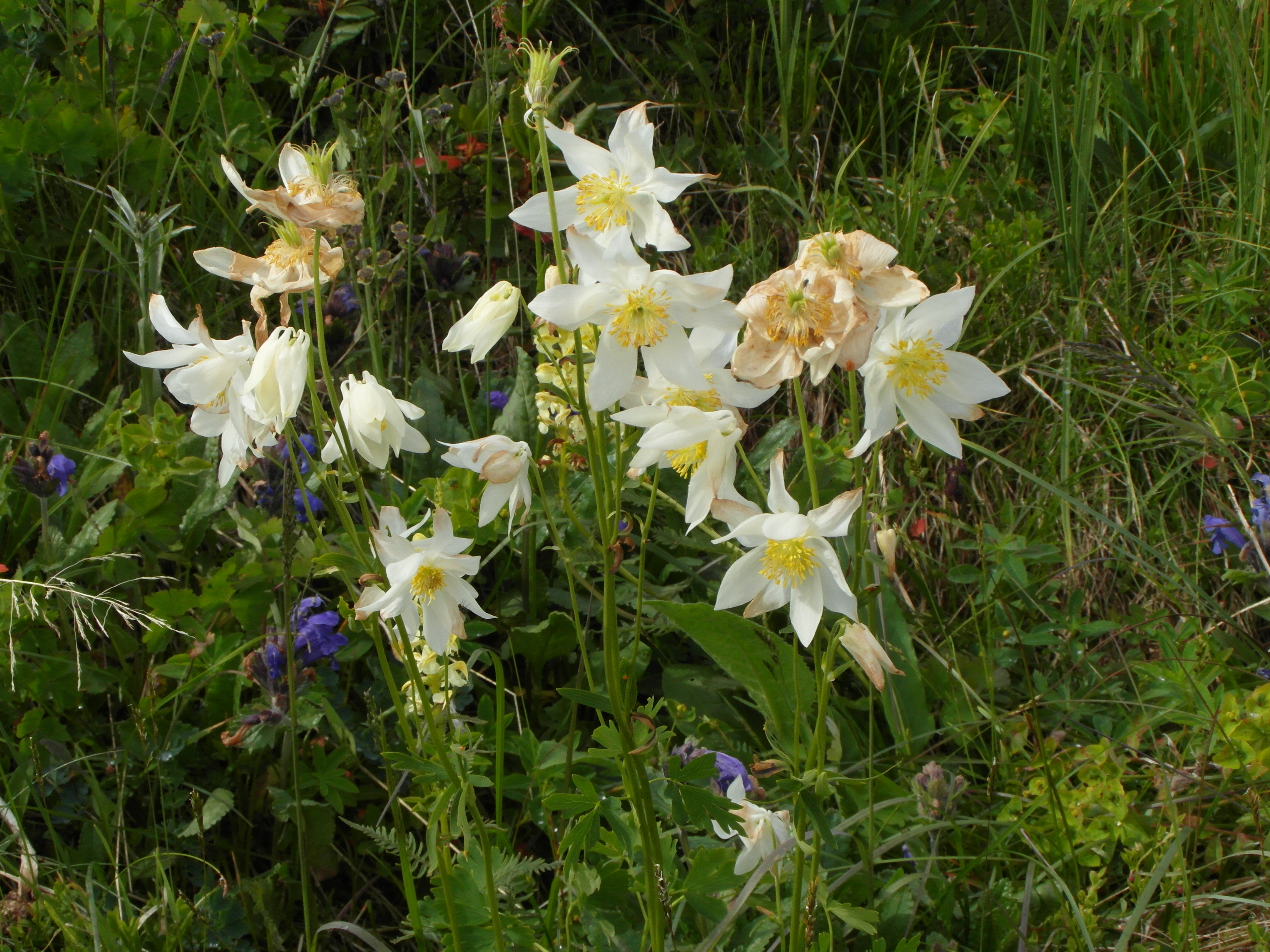
Белоцветковая форма водосбора железистого

Многолетнее травянистое растение, в природе достигающее 15—60 см в высоту. Стебель прямой, почти голый, ближе к цветкам густо опушённый. Листья дважды рассечённые на обратнояйцевидные или треугольно-округлые трёхдольчатые тупозубчатые листочки.
Цветки одиночные или собранные в соцветия по 2—3, крупные, обычно ярко-синего, реже желтоватого или беловатого цвета. Внешние листочки околоцветника 3—5 см длиной, яйцевидные или продолговатые. Внутренние листочки околоцветника обычно немного короче внешних, с коротким крючковидно загнутым шпорцем. Пестики опушённые, тычинки равные им по длине.
Плод — многолистовка из 8—10 сравнительно крупных листовок около 20 мм длиной. Семена матовые, чёрные.
В естественных условиях цветение наблюдается с июня по середину августа.

## Значение и применение
Бутоны и цветки хорошо поедаются маралами и лошадьми. Листья скотом, видимо, не поедаются.
Богат аскорбиновой кислотой. Содержание на 1 кг абсолютно сухого вещества собранного 1 июня: в цветках 5678, в листьях 17033.

## Таксономия
Вид Водосбор железистый входит в род Водосбор (Aquilegia) семейства Лютиковые (Ranunculaceae) порядка Лютикоцветные (Ranunculales).
|  |                                      |  |                                                               |                                                               |                     |  | ещё 6 семейств (согласно Системе APG III) | ещё 6 семейств (согласно Системе APG III) |                         |  |  |  | ещё более 100 видов |
|  |                                      |  |                                                               |                                                               |                     |  | ещё 6 семейств (согласно Системе APG III) | ещё 6 семейств (согласно Системе APG III) |                         |  |  |  | ещё более 100 видов |
|  |                                      |  |                                                               | порядок Лютикоцветные                                         |                     |  |                                           |                                           | род Водосбор            |  |  |  |                     |
|  |                                      |  |                                                               | порядок Лютикоцветные                                         |                     |  |                                           |                                           | род Водосбор            |  |  |  |                     |
|  | отдел Цветковые, или Покрытосеменные |  |                                                               |                                                               | семейство Лютиковые |  |                                           |                                           | вид Водосбор железистый |  |  |  |                     |
|  | отдел Цветковые, или Покрытосеменные |  |                                                               |                                                               | семейство Лютиковые |  |                                           |                                           |                         |  |  |  |                     |
|  |                                      |  | ещё 58 порядков цветковых растений (согласно Системе APG III) | ещё 58 порядков цветковых растений (согласно Системе APG III) |                     |  |                                           | ещё около 50 родов                        | ещё около 50 родов      |  |  |  |                     |
|  |                                      |  |                                                               | ещё 58 порядков цветковых растений (согласно Системе APG III) |                     |  |                                           |                                           | ещё около 50 родов      |  |  |  |                     |

### Синонимы
- Aquilegia alpina var. grandiflora DC., 1817
- Aquilegia discolor Steud., 1840, nom. inval.
- Aquilegia gebleri Besser ex Turcz., 1834
- Aquilegia glandulosa var. bicolor Regel, 1862
- Aquilegia glandulosa var. concolor DC., 1824
- Aquilegia glandulosa var. discolor DC., 1824
- Aquilegia glandulosa var. intermedia Regel, 1862
- Aquilegia glandulosa var. jucunda (Fisch. & Avé-Lall.) Baker, 1863
- Aquilegia glandulosa var. parviflora Regel, 1862
- Aquilegia glandulosa var. stenopetala Regel, 1862
- Aquilegia glandulosa var. unicolor Regel, 1862
- Aquilegia grandiflora Patrin ex DC., 1817, nom. illeg.
- Aquilegia jucunda Fisch. & Avé-Lall., 1840
- Aquilegia sibirica Schur ex Nyman, 1878, nom. illeg.
- Aquilegia vulgaris subsp. glandulosa (Fisch. ex Link) Brühl, 1893
- Aquilegia vulgaris subsp. jucunda (Fisch. & Avé-Lall.) Hook.f. & Thomson, 1872
- Aquilegia vulgaris var. gebleri (Besser ex Turcz.) Brühl, 1893
- Aquilegia vulgaris var. grandiflora (DC.) Walp., 1857
- Aquilegia vulgaris var. jucunda (Fisch. & Avé-Lall.) Brühl, 1893
- Aquilegia vulgaris var. vera Brühl, 1893